# Еремеево (Великолукский район)
Еремеево — деревня в Великолукском районе Псковской области России. Входит в состав сельского поселения «Переслегинская волость».
Расположена на западе района, в 7 км к северо-западу от центра города Великие Луки и в 3 км к юго-западу от волостного центра Переслегино.
Численность населения по оценке на 2000 год составляла 16 человек, на 2010 год — 19 человек.